# Maximino León
Maximino León Molina nació en Poza Honda, municipio de Acula, Veracruz, el 4 de febrero de 1950.
Maximino León es uno de los mejores lanzadores que haya jugado en las filas de Los Naranjeros de Hermosillo y también uno de los serpentineros de mayor trayectoria en la organización. “Max” fue pitcher activo durante 22 años; en la Liga del Pacífico debutó en el equipo de Los Tomateros con quienes obtuvo el título de Novato del Año en la temporada 1969-70, e inmediatamente después se enfiló con la Escuadra Naranja, donde lanzó hasta su retiro en 1989, luego de 18 años de portar ininterrumpidamente la franela de Hermosillo.
Durante su trayectoria en la Costa del Pacífico dejó el mejor registro en porcentaje de ganados y perdidos de todos los tiempos -con un mínimo de 100 decisiones- para encabezar con .620 (124-76) la lista de los más grandes serpentineros de la pelota de invierno; su promedio de efectividad dejó su nombre grabado en bronce con 2.44 pcla. y en la quinta plaza permanece aún su registro en juegos ganados de por vida (124).
No en vano Maximino León fue además un lanzador consistente de la Gran Carpa donde se mantuvo seis temporadas consecutivas como relevista para los Bravos de Atlanta de 1973 a 1978, dejando números de por vida de 3.54 pcla.
En el circuito de verano “Max” portó también las camisetas de los Piratas de Campeche, Diablos Rojos de México, Tecolotes de Nuevo Laredo, Olmecas de Tabasco, y Leones de Yucatán.
Aún después de su retiro como lanzador activo, el veracruzano quedó enraizado en la organización de Hermosillo, a donde regreso hasta la temporada 2004- 2005 para trasmitir la experiencia de “la vieja escuela” a las nuevas generaciones como entrenador de pitcheo.
Su número 25 ha sido retirado de los Naranjeros de Hermosillo y en 1997 ingresó al salón de la fama en Monterrey Nuevo León.
- Datos: Q6007563